# Я не знаю, як вона це робить
«Я не знаю, як вона це робить» (англ. I Don't Know How She Does It) — американська кінокомедія з Сарою Джессікою Паркер, Пірсом Броснаном та Грегом Кіннер у головних ролях. Фільм знятий Дугласом Макгратом за однойменною книгою, написаною Еллісон Пірсон. Прем'єра фільму відбулася 15 вересня 2011 року.
Слоган фільму: «Чоловікам це не по зубах».

## Зміст
Фільм - яскрава екранізація життя жінки, яка намагається будувати кар'єру і одночасно ростити дітей. Кейт працює менеджером на біржі. Її праця - це щоденне нервування і операції з мільйонами доларів. Але серце героїні знаходиться в іншому місці, там, де її чекають двоє чарівних дітлахів, до яких вона щодня повертається.

## Ролі
| Актор                | Роль              |
| -------------------- | ----------------- |
| Сара Джессіка Паркер | Кейт Редді        |
| Пірс Броснан         | Джек Абельхаммер  |
| Грег Кіннер          | Річард Редді      |
| Крістіна Гендрікс    | Еллісон Хендерсон |
| Олівія Манн          | Момо Хан          |
| Бізі Філіпс          | Венді Бест        |
| Келсі Греммер        | Кларк Купер       |
| Джессіка Зор         | Паула             |
| Сет Майерс           | Кріс Банс         |
| Джейн Куртін         | Марла Редді       |
| Марк Блум            | Лью Редді         |
| Сара Шахі            | Джанін ЛоПьєтро   |
| Емма Рейн Лайл       | Емілі Редді       |